# Alfredo Filippini (scultore)

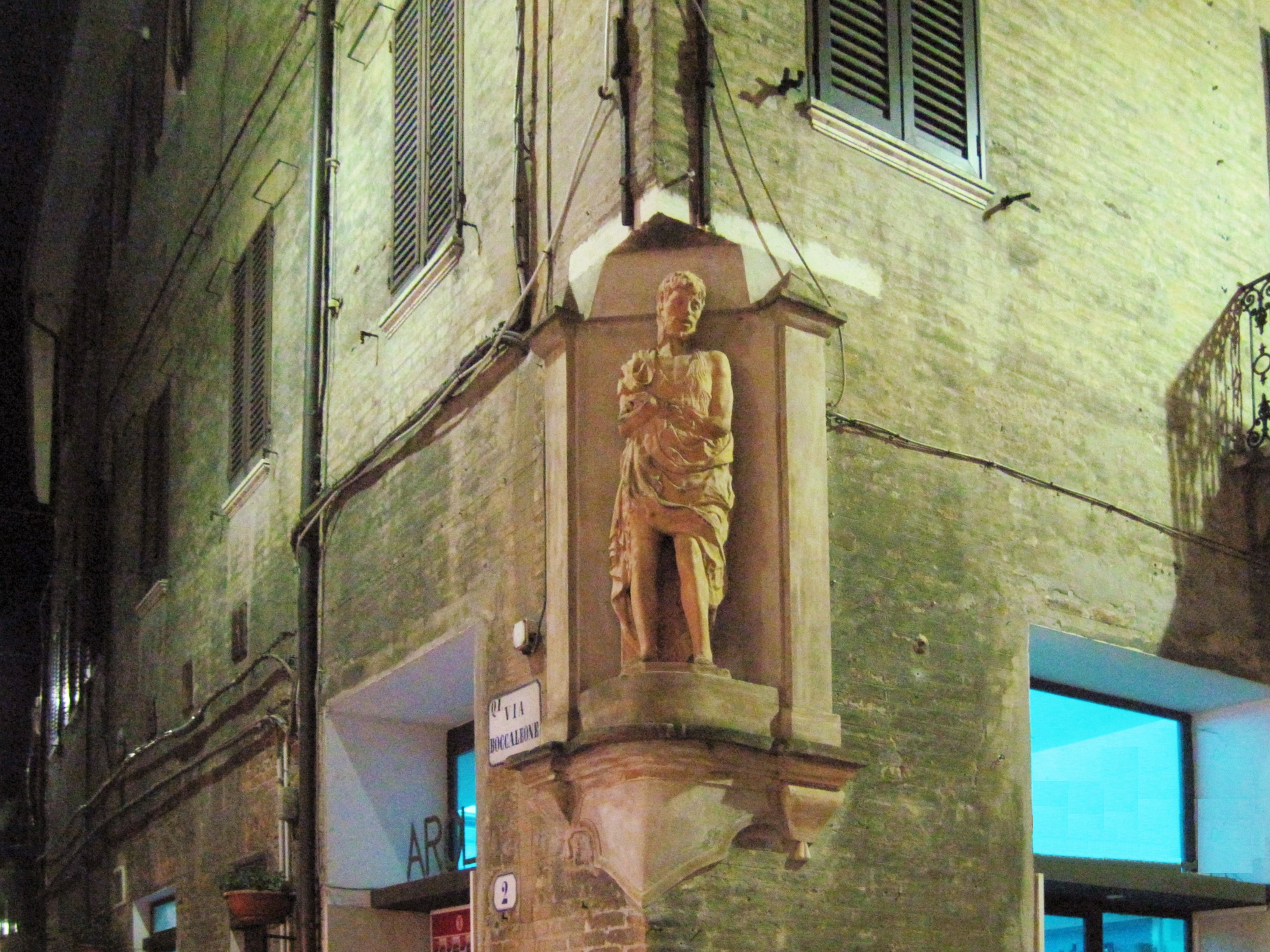
Statua di San Giovanni Battista, replica di un esemplare quattrocentesco eseguita nel 2005 da Alfredo Filippini nella nicchia posta in via Cortevecchia, a Ferrara.

Alfredo Filippini (Ferrara, 22 ottobre 1924 – Ferrara, 1º giugno 2020) è stato uno scultore, pittore e illustratore italiano.

## Biografia

### Formazione
Nato da Adolfo e Pasquarosa Contri, da adolescente lavorò come artigiano presso la ferrarese Donato Santini, ditta produttrice di giocattoli in legno. Fu costretto a lasciare il lavoro a seguito di un'infezione tubercolare e a ricoverarsi in Valtellina in sanatorio. Qui conobbe il pittore cuneese Ego Bianchi, il quale gli impartì le prime lezioni di disegno e di pittura. Ristabilitosi e tornato a Ferrara, fu tra i fondatori del circolo artistico CAD, con cui iniziò ad esporre nelle prime collettive a partire dal gennaio 1946 presso il ridotto del Teatro comunale.

### Pittura
Come pittore, coltivò particolarmente il genere del paesaggio, non trascurando soggetti di figura sacri o mitologici. Attratto dal cromatismo che discendeva dalla tradizione veneta, eseguì numerose vedute delle Dolomiti, della Riviera romagnola e della pianura ferrarese. Tra il 1968 e il 1971 frequentò la Scuola libera del Nudo all'Accademia di belle arti di Bologna seguendo i corsi di Mascalchi e Montanari.
Nel 1971 eseguì, assieme al pittore Paolo Fabbri, la pala del beato Michele Rua, destinata alla Chiesa di San Benedetto. 

### Copie e restauri
Si dedicò anche alla copia di svariati dipinti classici di Tiziano, Veronese, Zurbaran e Tiepolo: famosa è rimasta la replica del Tondo Doni di Michelangelo, arricchita da una pregevole cornice lignea di tiglio da lui scolpita, con foglie di quercia e medaglioni delle otto contrade del Palio di Ferrara.
Per alcune opere riduce le misure rispetto l'originale, come per la Venere e Adone di Paolo Veronese, mentre in altre mantiene la scala 1:1, come nel Baccanale degli Andrii di Tiziano Vecellio.
Per quanto riguarda i restauri, si dedicò a sculture e quadri, sia antichi che moderni.

### Scultura
Tra i fondatori del Club Amici dell'Arte, dal 1982 prese a frequentarvi il laboratorio di scultura tenuto dal concittadino Laerte Milani alla scuola privata nell'ex chiesa di San Nicolò. Da allora alternò l'esercizio della scultura alla pittura da cavalletto, tenendo varie mostre personali in molte regioni d'Italia.
Attratto da tematiche mitologiche, sacre, sportive e simboliste, la sua produzione discendeva dalla lezione del Rinascimento contaminata dallo stile di Milani con influssi che vanno da Arrigo Minerbi a Francesco Messina, acquisendo anche le lezioni che vanno al di là della raffigurazione prettamente naturalistica, ammirando Canova ma anche il Verismo di Vincenzo Gemito o del poliedrico Giuseppe Virgili ma anche dalla frequentazione personale del collega Ulderico Fabbri.
A riprova di quanto fosse radicato nel tessuto ferrarese, negli anni novanta realizzò gli stendardi di alcune contrade del Palio cittadino (San Giorgio, San Maurelio, San Romano, San Paolo) e la tomba del giovane Adamo Toselli, sbandieratore morto tragicamente, dove riprese la figura dell'unicorno, cara a Borso d'Este e alla contrada di Santa Maria in Vado.

### Illustrazioni
In veste di illustratore ha collaborato a vari numeri della rivista ferrarese La Pianura e ha eseguito per Gianoberto Lupi decine di disegni per il volume-strenna Capolavori per la caccia (Firenze, 1994) e la copertina del volume Cani esterni (Firenze, 1998).

## Opere
Tra le sue principali opere plastiche, la replica del quattrocentesco San Giovanni Battista in terracotta posto nel 2005 in una nicchia di Via Cortevecchia a Ferrara in sostituzione dell'originale danneggiato da un temporale, oggi restaurato e custodito nella Pinacoteca nazionale di Ferrara; la targa fittile murata nella trattoria San Leo a Voghenza; la Fornaia presso il centro civico di Pontelagoscuro; il Reperto nella Pinacoteca Ottorino Bacilieri situata nei locali del Museo civico di Voghiera nella Delizia di Belriguardo; Dietro la porta, nella sede della Fondazione Bassani nella Casa di Ludovico Ariosto; l'Orlando impazzito nel Museo civico archeologico G. Ferraresi di Stellata; il Presepe composto da sette figure quasi a grandezza naturale, presso la Fondazione Elisabetta Sgarbi a Ro Ferrarese; una composizione allegorica in terracotta dipinta intitolata Sacrificio per una vita libera nella pinacoteca civica di Medole; opere fittili per il cimitero della Certosa di Ferrara tra cui il già citato Unicorno e lo stemma della tomba della famiglia Delfini, oltre a diverse sculture in collezioni private italiane. Filippini trattò anche soggetti ispirati alla Divina Commedia, come documentano alcune sculture in terracotta.
I suoi dipinti ad olio Autunno a Fossato su tela, Primavera su cartoncino e Golena su Po su faesite, sono conservati nella collezione d'arte dell'ex CARIFE.
A lungo decano degli artisti ferraresi, lucido fino alla fine dei suoi giorni, è deceduto a quasi 96 anni in una casa di riposo di Ferrara lasciando la sua casa-atelier in via Matteo Maria Boiardo.

## Principali esposizioni

### Personali
- Per i 90 anni di Alfredo Filippini - Pittore e scultore ferrarese a cura di Lucio Scardino, Sala Mediolanum, Ferrara, 28/11 - 31/12/2014[12][13]

### Collettive
- Puerto Sebastian - Il mito di San Sebastiano nell'arte contemporanea, Renazzo di Cento, Museo Sandro Parmeggiani, 23/1 - 11/4/2010[14]
- Galleria Carbone, Ferrara, 15/6 - 7/7/2013[15]
- Sebastiano Ferrarese - 25 artisti raccontano il santo con le frecce, a cura di Lucio Scardino, Sala Mediolanum, Ferrara, 12/2 - 21/3/2016[16]
- Leda perduta - 25 artisti evocano il dipinto michelangiolesco per Ferrara, a cura di Lucio Scardino, Sala Mediolanum, Ferrara, 16/12/2016 - 10/1/2017[17]
- Sebastiano inedito, a cura di Lucio Scardino, Gate|Porta, Ferrara, 7-17/4/2017[18]
- Nel mese di San Sebastiano, a cura di Lucio Scardino, Galleria Cloister, Ferrara, 8-31/1/2019 2019[19][20]
- Moderne devozioni - Il culto e il mito di San Giorgio col Drago, a cura di Lucio Scardino, Sala Mediolanum, Ferrara, 1°/3 - 26/4/2019[21]
- Paesaggi d'acqua. A ottant'anni dal "Mulino del Po", a cura di Lucio Scardino, Galleria FabulaFineArt, 27/9 - 15/10/2019[22]
- Paesaggi ferraresi - Con figure e senza. 1900-2020, a cura di Lucio Scardino, Sala Mediolanum, Ferrara, 21/2 - 31/3/2020[23]
- Mostra a cura de Gli Amici dell'arte, settembre 2020[24]